# Бонарджи, Дороти
Дороти Бонарджи (англ. Dorothy Noel 'Dorf' Bonarjee, август 1894, Барели — 1983, Франция) — индийская поэтесса и художница, которая была известна тем, что была удостоена бардовского звания во время учёбы в Уэльсе, а также тем, что стала первой женщиной-студентом, получившей юридическую степень в Университетском колледже Лондона. Первый сборник её стихов был опубликован в 2023 году, спустя более века после его написания.

## Биография

### Юные годы
Бонарджи родилась в семье бенгальских христиан в Барели на севере Индии в августе 1894 года. Её отец был адвокатом. Вместе со своими братьями Бонарджи провела большую часть своего детства в Далвиче на юге Лондона и получила основное образование в Англии.

### Высшее образование и поэзия
В 1912 году Бонарджи поступила на факультет французского языка в Уэльский университетский колледж в Аберистуите. Будучи студенткой, она публиковала стихи в университетском журнале The Dragon и в Welsh Outlook. В феврале 1914 года ей была присуждена кафедра бардов на эйстетводе в колледже за стихотворение, представленное под псевдонимом. Она стала первой женщиной и первой неевропейкой, выигравшей студенческий эйстетвод. Её отец, присутствовавший при этом, согласился на просьбы выступить перед собравшимися, поблагодарив присутствующих за то, как они «приняли успешного участника другой расы и страны». Среди работ Бонарджи — более шестидесяти печатных и рукописных стихотворений. Рядом с одной из них есть записка: «Написано в возрасте 22 лет, когда студент из Уэльса бросил меня после 3 лет тайной помолвки, потому что его родители сказали: «Она очень красива и умна, но она индианка».
В критической статье, посвящённой поэзии Бонарджи, отмечалось, что её «несомненно ждёт яркая и многообещающая карьера». Бонарджи поступила в Университетский колледж Лондона, где в 1917 году стала первой женщиной-студенткой, получившей юридическую степень (LLB), хотя она никогда не занималась юридической практикой.

### Дальнейшая жизнь
Бонарджи была сторонницей избирательного права женщин и в 1919 году вместе со своей матерью подписала Обращение за избирательное право индийских женщин.
Вместо того чтобы вернуться в Индию к родителям, в 1921 году Бонарджи вышла замуж за французского художника Поля Сюртеля. Они жили в Провансе, Франция. У пары было двое детей — Дени, который умер в младенчестве, и Клэр Аруна — до развода. Бонарджи писала преимущественно натюрморты и пейзажи. Она умерла в 1983 году.

## Память
Дороти Бонарджи стала героиней документального радиофильма «The Hindu Bard», который транслировался на BBC World Service в декабре 2020 года и позднее был адаптирован для трансляции на BBC Radio Wales. Одно из её стихотворений, «Необъятность», вошло в антологию о женщинах и природе, опубликованную в 2021 году.
В феврале 2023 года в серии «Welsh Women’s Classics» издательства Honno был опубликован первый сборник стихов Дороти Бонарджи под названием «The Hindu Bard» с введениями о жизни и поэзии Бонарджи, написанными Мохини Гуптой и Эндрю Уайтхедом. Книга была выбрана The Guardian одной из лучших книг месяца в мягкой обложке в марте 2023 года.